# Spoorlijn Lourches - Valenciennes
De spoorlijn Lourches - Valenciennes is een Franse spoorlijn die Lourches via Denain verbindt met Valenciennes. De lijn is 18,8 km lang en heeft als lijnnummer 254 000.

## Geschiedenis

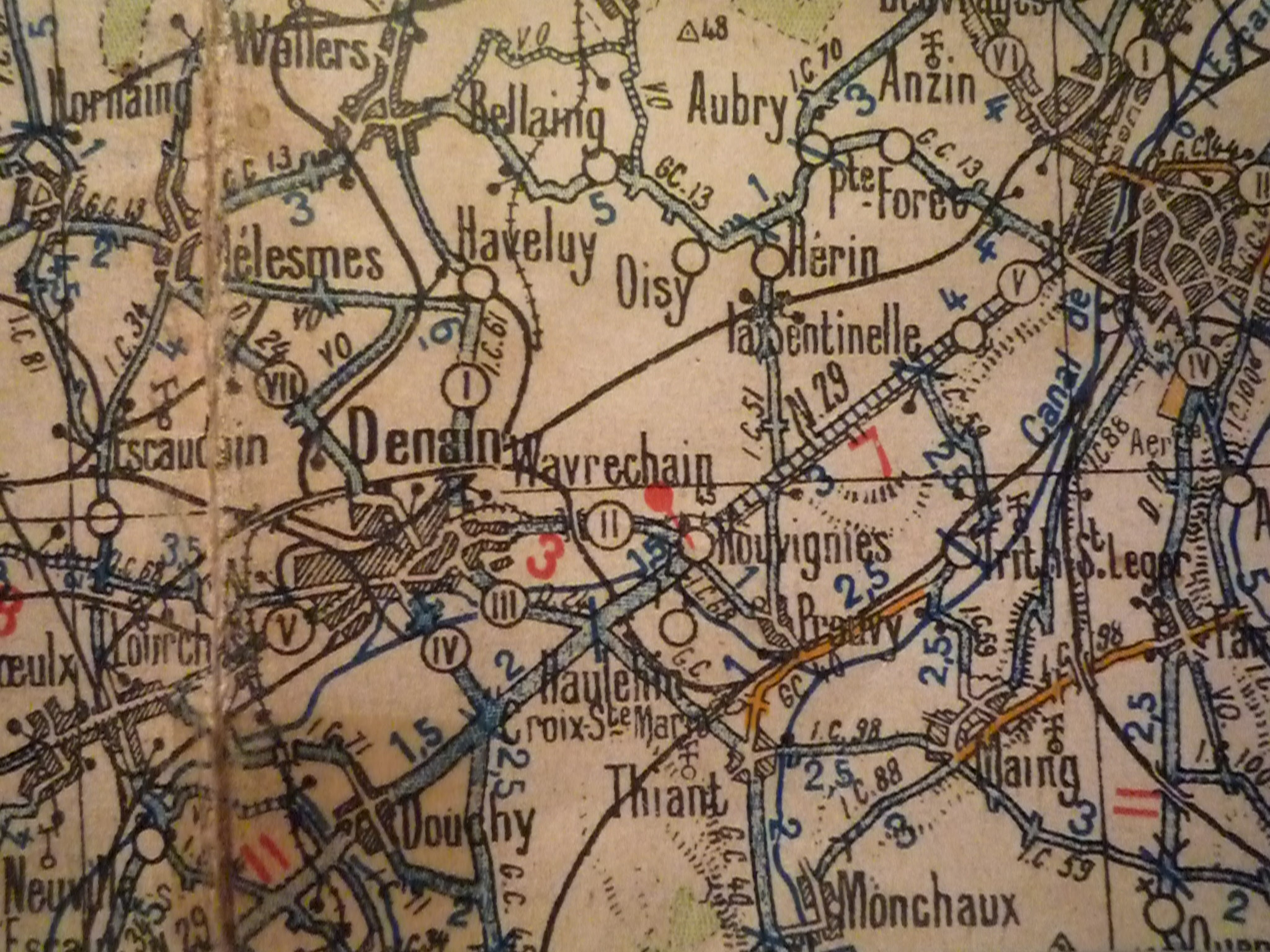
Tracé van de lijn rond 1920.

De lijn werd aangelegd door de Compagnie des chemins de fer du Nord en in twee gedeeltes geopend, van Prouvy-Thiant tot Valenciennes op 1 november 1884 en van Lourches tot Prouvy-Thiant op 10 augustus 1888.
Tussen 13 december 2020 en 4 september 2021 is de lijn gesloten voor renovatie van de bovenbouw en het vervangen van een drietal bruggen.

## Treindiensten
De SNCF verzorgt her personenvervoer met TER treinen.
| Serie | Treinsoort | Route                             | Bijzonderheden |
| ----- | ---------- | --------------------------------- | -------------- |
| P 63  | TER (SNCF) | Cambrai – Lourches – Valenciennes |                |

## Aansluitingen
In de volgende plaatsen is of was er een aansluiting op de volgende spoorlijnen:
Lourches
RFN 250 000, spoorlijn tussen Busigny en Somain
Denain
RFN 256 000, spoorlijn tussen Denain en Saint-Amand-les-Eaux
Prouvy-Thiant
RFN 252 000, spoorlijn tussen Prouvy-Thiant en Le Cateau
RFN 254 610, stamlijn ZI de Valenciennes-Aéroport
Valenciennes-Faubourg-de-Paris
RFN 253 000, spoorlijn tussen Valenciennes-Faubourg-de-Paris en Hautmont
RFN 267 000, spoorlijn tussen Fives en Hirson
Valenciennes
RFN 262 000, spoorlijn tussen Douai en Blanc-Misseron
RFN 263 300, raccordement van Beuvrages
RFN 267 000, spoorlijn tussen Fives en Hirson

## Elektrische tractie
De lijn werd in 1963 geëlektrificeerd met een spanning van 25.000 volt 50 Hz.